# مهمان مامان (کتاب)
مهمان مامان از آثار داستانی هوشنگ مرادی کرمانی است که نخستین بار در سال ۱۳۸۰ چاپ و منتشر شد و تا کنون به چاپ شانزدهم رسیده‌است.

## اقتباس سینمایی
از روی این کتاب فیلمی هم به همین نام (مهمان مامان) و با کارگردانی داریوش مهرجویی در سال ۱۳۸۲ ساخته شده‌است که در بیست و دومین دوره جشنواره فیلم فجر نامزد دریافت ده سیمرغ بلورین شد و سیمرغ بلورین بهترین فیلم را دریافت کرد.